# Hazel Blears

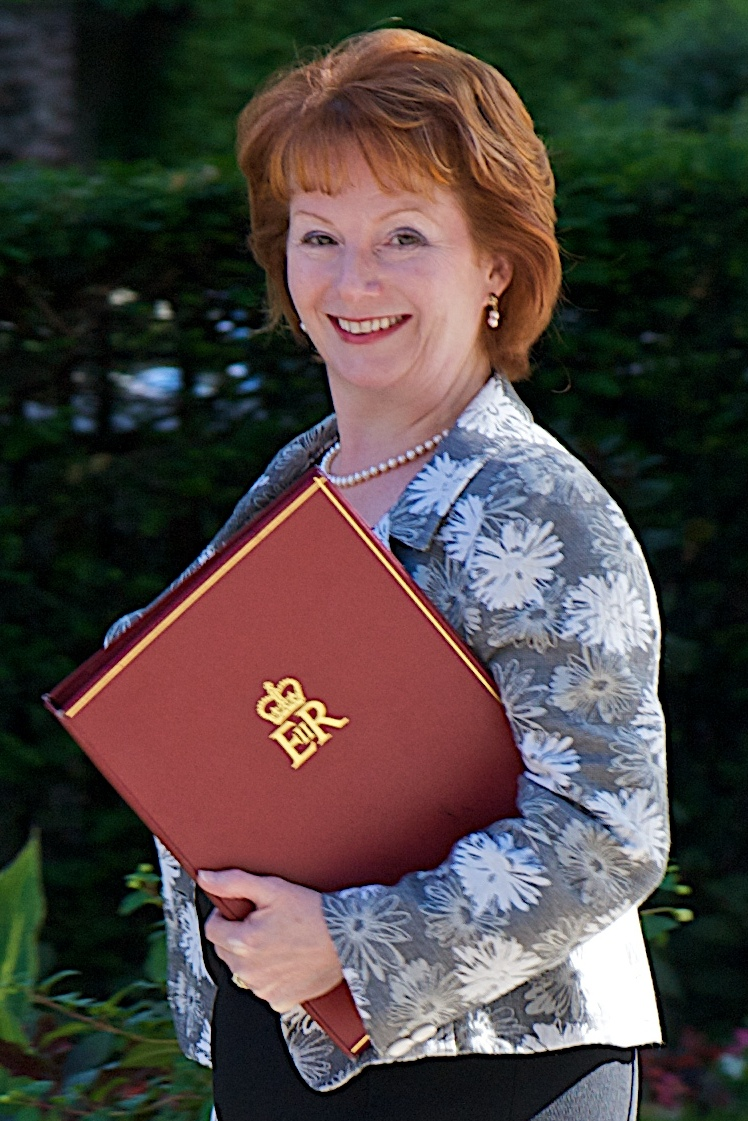
Hazel Blears (2009)

Hazel Blears, född 14 maj 1956, är en brittisk politiker inom Labourpartiet. Hon representerade valkretsen Salford i underhuset från 1997 till 2010 och Salford and Eccles (efter en ändring av valkretsindelningen) från 2010 till 2015.
Blears var biträdande inrikesminister, med ansvar för polisfrågor, från 2003 till 2006. Från 5 maj 2006 till juni 2007 var hon partisekreterare (Party Chairman) för Labour samt minister utan portfölj. Mellan 2007 och 2009 var hon kommunminister. Hon blev invald i Labours partistyrelse 2003 och blev medlem av Privy Council 2005.